# Нові пригоди Вінні-Пуха
«Нові пригоди Вінні-Пуха» (англ. The New Adventures of Winnie the Pooh) - американський мультсеріал, створений The Walt Disney Company під впливом історій Алана Олександра Мілна. Мультсеріал спочатку транслювався з 1988 по 1991 рік на американському каналі ABC. Повторний показ продовжував йти на каналі ABC до осені 2002 року і потім став транслюватися на каналі Disney Channel. Але 4 вересня 2006 року мультсеріал покинув канал Disney Channel, і його вебсайт і розклад показу зникли. Також в листопаді 2004 року  Нові пригоди Вінні-Пуха  забезпечити повне відокремлення з сітки мовлення каналу Toon Disney поряд з іншими популярними мультсеріалами Діснея.
До виходу мультсеріалу (1988 рік), компанія The Walt Disney Company випустила 4 короткометражні фільми про Вінні-Пуха: (Вінні-Пух і медове дерево, Вінні-Пух і день турбот, Вінні-Пух, а з ним і Тигра! і Вінні-Пух і свято для Іа-Іа), один фільм, який об'єднує три перших коротких мультфільму (Численні пригоди Вінні) (1977 рік) і телевізійне лялькове шоу (Ласкаво просимо на Пухова галявину).
На додаток до персонажів, які вже згадувалися в вищеназваних фільмах (Вінні-Пух, Іа-іа, Тигра, Кенга, Ру, Кролик, Сова, П'ятачок, Крістофер Робін і Суслик. Сам ти суслик, немає такого звіра, він має назву ховрах), в мультсеріалі з'являються мама Крістофера Робіна; кузен Сови, Декстер; сойка Кессі; Молодший Слонопотам і його батьки; пастуша собака Скіпп; Стен Вузли та Хефф Слонопотам.
Вінні-Пух і Тигра були двома з мультяшних персонажів, що знялися в кліпі в боротьбі проти наркотик і в Cartoon All-Stars to the Rescue.

## Продовження
Після мультсеріалу (1991 рік) були зняті такі продовження:
У 1994 році виходять три мультфільми: «Вінні-Пух грає: Тигра-детектив» / Winnie the Pooh Playtime: Detective Tigger, «Вінні-Пух грає: Ковбой Пух» / Winnie the Pooh Playtime: Cowboy Pooh і «Вінні-Пух грає: Вечірка Пуха» / Winnie the Pooh Playtime: Pooh Party.
У 1995 році вийшов мультфільм «Вінні-Пух в День Святого Валентина» / Winnie the Pooh Un-Valentine's Day.
У 1996 році з'явилися два мультфільми: «Вінні-Пух вчиться: Дорослішати» / Winnie the Pooh Learning: Growing Up і «Вінні-Пух і Хеллоуїн» / Boo to You Too! Winnie the Pooh.
У 1997 році вийшли два мультфільму «Велика подорож Пуха: У пошуках Крістофера Робіна» / Pooh's Grand Adventure: The Search for Christopher Robin і «Вінні-Пух вчиться: Допомагати іншим» / Winnie the Pooh Learning: Helping Others.
У 1998 році вийшов документальний фільм «Як створювали«Вінні-Пуха»» / The Making of "Winnie the Pooh».
У 1998 році з'явилися 5 мультфільмів: «Вінні-Пух вчиться: Заводити друзів» / Winnie the Pooh Learning: Making Friends, «Вінні-Пух вчиться: Ділитися і піклуватися» / Winnie the Pooh Learning: Sharing & Caring, «Вінні-Пух грає: Забавні ігри» / Winnie the Pooh Playtime: Fun 'N Games, «Вінні-Пух грає: День народження Пуха» / Winnie the Pooh Playtime: Happy Pooh Day і «Вінні-Пух і День подяки» / A Winnie the Pooh Thanksgiving.
У 1999 році компанія випускає 7 мультфільмів: «Вінні-Пух: Час дарувати подарунки» / Winnie the Pooh: Seasons of Giving, «Вінні-Пух: Навіть Крістофер Робін» / Winnie the Pooh: Imagine That, Christopher Robin, «Вінні-Пух: Валентинка для тебе» / Winnie the Pooh: A Valentine for You, «Вінні-Пух вчиться: Працювати разом» / Winnie the Pooh Learning: Working Together, «Вінні-Пух і Франкен-Пух»/ Winnie the Pooh Franken Pooh,«Вінні-Пух і друзі: Хитре маленьке порося»/ Winnie the Pooh Friendship: Clever Little Piglet,«Вінні-Пух і друзі: Бажання Пуха»/ Winnie the Pooh Friendship: Pooh Wishes.
У 2000 році в світ вийшли два мультфільму «Пригоди Тигри» / The Tigger Movie і «Переляканий Вінні-Пух» / Winnie the Pooh Spookable Pooh.
У 2001 році з'являється мультсеріал «Книга Пуха» / The Book of Pooh, що знімався три роки, аж до 2003 рік а, і складається з 51 серії.
У 2001 році виходить короткометражний мультфільм «Коли Вінні-Пух був дуже-дуже маленьким» / When Winnie the Pooh Was Very Very Young.
У 2001 році з'являється мультфільм «Книга Пуха: Історії від щирого серця» / The Book of Pooh: The Stories From the Heart.
У 2002 році виходить мультфільм «Вінні-Пух: Різдвяний Пух» / Winnie the Pooh: A Very Merry Pooh Year.
У 2003 році компанія випускає мультфільм «Великий фільм про порося» / Piglet's Big Movie.
У 2004 році вийшов мультфільм «Вінні-Пух: Весняні дні з малюком Ру» / Winnie the Pooh: Springtime with Roo.
У 2004 році з'явилися 2 короткометражних мультфільму: «Вінні-Пух: Відкриваємо літери алфавіту і слова» / Winnie the Pooh: ABC's Discovering Letters and Words і «Вінні-Пух: 123ес» / Winnie the Pooh: 123s.
У 2005 році вийшли 2 мультфільму: «Вінні і Слонопотам» / Pooh's Heffalump Movie і «Вінні-Пух і Слонопотам: Хеллоуїн» / Pooh's Heffalump Halloween Movie.
У 2006 році вийшли 2 мультфільму: «Вінні-Пух: Фігури і Розміри» / Winnie the Pooh: Shapes & Sizes і «Вінні-Пух: Дивовижні пригоди слів» / Winnie the Pooh: Wonderful Word Adventure.
У 2007 році з'явився мультсеріал про Пуха «Мої друзі Тигрик та Вінні» / My Friends Tigger & Pooh. У нього доданий новий персонаж - 6-річна руда дівчинка Дарбі, однак, всупереч початковим повідомленнями, вона не замінила Крістофера Робіна, який також фігурував у мультсеріалі. Трансляція серіалу була завершена 9 жовтня 2010 рік а. Мультсеріал складається з 87 серій (3 сезону) по 22 хвилини кожна.
У 2007 році вийшли два мультфільми: «Мої друзі Тигрик та Вінні: Казки на ніч» / My Friends Tigger and Pooh: Bedtime With Pooh і «Фільм про Пуха - різдвяного супернишпорки» / Pooh's Super Sleuth Christmas Movie.
У 2008 році вийшли 2 мультфільму: «Мої друзі Тигрик та Вінні: Казки для друзів» / My Friends Tigger & Pooh's Friendly Tails і «Мої друзі Тигруля і Вінні: Таємниці чарівного лісу» / My Friends Tigger and Pooh: The Hundred Acre Wood Haunt.
У 2009 році з'являється мультфільм «Мої друзі Тигрик та Вінні: Мюзикл чарівного лісу» / Tigger and Pooh and a Musical Too.
У 2011 році вийшов короткометражний мультсеріал «Вінні-Пух і його друзі. Маленькі пригоди»/ Mini Adventures of Winnie the Pooh, що складається з 31 серії по 3 хвилини кожна.
У 2011 році вийшов мультфільм про Пуха і компанію: «Вінні та його друзі» / Winnie the Pooh.
У 2011 році з'явився короткометражний мультфільм «Вінні-Пух: Вінні і його історія» / Winnie the Pooh: Winnie the Pooh and His Story Too.
У 2012 році вийшов короткометражний мультсеріал «Казки про дружбу з Вінні-Пухом» / Tales of Friendship with Winnie the Pooh, що складається з 18 серій по 7 хвилин кожна.
Також Вінні-Пух, Тигра, Іа, П'ятачок, Суслик, Кролик, Сова, Крістофер Робін, Кенга і Ру знімалися в інших мультфільмах виробництва The Walt Disney Company: «Мишачий будинок» і «Чарівне Різдво у Міккі. Занесені снігами в мишачу Будинку».

## Епізоди
Розташовані в хронологічному порядку 
 В дужках вказані російські назви серій версії 1992 - 1993 років 
1. Вінні, зірка екрану (Пух знімається в кіно) / Pooh Oughta Be in Pictures
2. Друг пізнається в їжі / День в ослячій шкурі (Справжній друг / День ослика) / Friend, in Deed / Donkey for a Day
3. У поході добре, а вдома - краще / Пригоди повітряної кулі (В лісі добре, а вдома краще / Шаронавтіка) / No Camp Like Home / Balloonatics
4. Де знайдеш, де втратиш (Як врятувати найди) / Find Her, Keep Her
5. З поросят - в королі (Як П'ятачок був королем) / The Piglet Who Would Be King
6. Як приємно бути охайним (Давай начистоту) / Cleanliness Is Next to Impossible
7. Медограбунок століття (Велике викрадення горщика з медом) The Great Honey Pot Robbery
8. Смужки / Мавпі рівних немає (Смужки / Кращий подарунок дитині) Stripes / Monkey See, Monkey Do Better
9. Няньчин блюз (няньчине горе) / Babysitter Blues
10. По чому той Кролик на вітрині? (Скільки коштує особливий Кролик?) / How Much Is That Rabbit in the Window
11. Віднесений вітром / Ні чого крім зуба (Віднесений вітром / Зубна бувальщина) / Gone with the Wind / Nothing But the Tooth
12. Закон і Хрюнопорядок / Закон є закон / Paw and Order
13. Мед за Кролика / Відстежити і відловити (Медовий зайчик / Всім пасток пастка) / Honey for a Bunny / Trap as Trap Can
14. Престрашний месник / Що криється в темряві ночі? / The Masked Offender / Things That Go Piglet in the Night
15. Коли від тебе відвернулася удача / Чарівні навушники (Заразне невезіння / Чарівні навушники) Luck Amok / Magic Earmuffs
16. Загадай бажання (Вінні-Пух загадує бажання) / The Wishing Bear
17. Король звірів / Непрохані гості / (Цар звірів / Щури прийшли повечеряти) / King of the Beasties / The Rats Who Came to Dinner
18. Мій герой / Пір'я Філіна / (Мій герой / Совині пір'я) / My Hero / Owl Feathers
19. Великий-превеликий звір / Як риба з води (Дуже-дуже великий звір / Риба на суші) / A Very, Very Large Animal / Fish Out of Water
20. Тигрине (Тігруліне) взуття / Гасіть світло (Чарівні кросівки / У темряві) Tigger's Shoes / Lights Out
21. Новий Вухань / Тигруля, приватний детектив (Новий Іа / Тигра-детектив) The 'New' Eeyore / Tigger, Private Ear
22. Свято-справа серйозна / Підміна (Свято за графіком / Вдала заміна) Party Poohper / The Old SwitcheRoo
23. Я і моя тінь / Как поймать гикавку / (Я і моя тінь / Гикавка напала) / Me and My Shadow / To Catch a Hiccup
24. Де Кролик, там і скарб / Прощай, ведмежа, прощай! / (Кролик і шукачі скарбів / До побачення, милий Пух!) / Rabbit Marks the Spot / Good-Bye Mr. Pooh
25. Упертий міхур / День поросячого бабака! / (Ось так бульбашки / День земляний свинки) / Bubble Trouble / Groundpiglet Day
26. Все добре, що добре бажається / (День народження Тигри) / All's Well That Ends Wishing Well
27. День Святого Валентина скасовується / (Антивалентинів день) / Un-Valentine's Day
28. Один Кролик в полі не воїн / Громила Франкен-Вінні / (Мій город - моя фортеця / Чудовисько Франкенпух) No Rabbit's a Fortress / The Monster Frankenpooh
29. Хрюнік, ти де? / Вгору, вгору, полетіли! (Де ж ти, мій П'ятачок? / Все вище і вище) / Where, Oh Where Has My Piglet Gone? / Up, Up and Awry
30. А хвіст непростий / Троє поросят (Казка про ослиний хвіст / Три Пятачонка) / Eeyore's Tail Tale / Three Little Piglets
31. Призовий порося / Справжні друзі / (П'ятачок-чемпіон / Швидкі друзі) Prize Piglet / Fast Friends
32. Місячний мед / Ворони-злодійки / (Пух і місяць / Кар-кар-кар) Pooh Moon / Caws and Effect
33. Послання в пляшці / В сім'ї не без пугача / (Викрадене послання / В сім'ї не без ворони) Oh, Bottle / Owl in the Family
34. Вінні підмінили / Колискова для Вінні / (Пух-самозванець / На добраніч, П'ятачок) / Sham Pooh / Rock-A-Bye Pooh Bear
35. Який рахунок? / Тігрулін гість / (Який рахунок, Пух? / Новий друг Тигри) / What's the Score, Pooh? / Tigger's Houseguest
36. Кролик бере відпустку / Вухань-квітникар / (Канікули Кролика / Кращий городник) / Rabbit Takes a Holiday / Eeyi Eeyi Eeyore
37. Небесний переполох / (Пух, який проткнув небо) / Pooh Skies
38. Бджола, бджоли, бджолі ... / 1 апреля / (Історія про бджіл / Перше квітня) / To Bee or Not to Bee / April Pooh
39. Без страху і докору / (Лицар незабутній) / A Knight to Remember
40. Тигруля стає винахідником / Жук не пройде! / (Тигра-винахідник / Наукове розслідування) / Tigger Is the Mother of Invention / The Bug Stops Here
41. Що знайдеш, що втратиш / Навала Віннікрадів / (Дедуліна формула / Навала Ягулярів) / Easy Come, Easy Gopher / Invasion of the Pooh Snatcher
42. Про що мовчимо? / Синиця в руці (Тут ніхто не пробігав? / Увага, пташка!) / Tigger Got Your Tongue? / A Bird in the Hand
43. Не той жутіков / (Кошмар в літню ніч) / Sorry, Wrong Slusher
44. Ми тебе ніколи не забудемо / (Як важливо не бути дорослим) / Grown, But Not Forgotten
45. Важкий, важкий день / (Таке собаче життя) / A Pooh Day Afternoon
46. Тигруля з великої дороги / (Тигра-Тигра, де ти був?) / The Good, the Bad and the Tigger
47. У пошуках нового будинку / (В гостях добре) / Home Is Where the Home Is
48. Копати так копати / Вінні Премудрий / (Лопата ти моя люба / Позачерговий день народження) / Shovel, Shovel, Toil and Trouble / The Wise Have It
49. Хмарка, хмаринка, відлітай / Сім бід - один проєкт / (Мокра історія / Була у гризуна мрія) / Cloud, Cloud Go Away / To Dream the Impossible Scheme
50. Так народжуються вірші / Синиця в руці / (П'ятачок-поет / Ранковий хор) / Piglet's Poohetry / Owl's Well That Ends Well

### Спеціальні випуски
Дані випуски транслювалися тільки каналом ABC; згодом вони були випущені на DVD:
1. Вінні-Пух і Різдво теж! (Вийшов 14 грудня 1991 рік а)
2. Буу! Тобі теж! Вінні-Пух (вийшов 25 жовтня 1996 рік а; транслювався тільки по каналу CBS)
3. Вінні-Пух і День Подяки (вийшов 26 листопада 1998 рік а)
4. Вінні-Пух, тобі валентинка (вийшов 13 лютого 1999 рік а)